# Werthella ambrosiensis
Werthella ambrosiensis är en kvalsterart som beskrevs av Newell 1971. Werthella ambrosiensis ingår i släktet Werthella och familjen Halacaridae. Inga underarter finns listade i Catalogue of Life.